# Kolossus
Kolossus è il quarto album della band Epic Black metal norvegese Keep of Kalessin, nonché secondo capitolo della trilogia nata con l'album precedente (Armada).
Kolossus rappresenta inoltre il primo lavoro nato dalla produzione sotto l'etichetta Nuclear Blast.
Dall'album è tratto il videoclip del brano "Ascendant".

## Tracce
1. Origin – 2:28
2. A New Empire's Birth – 5:50
3. Against The Gods – 8:46
4. The Rising Sign – 7:27
5. Warmonger – 5:20
6. Escape The Union – 7:49
7. The Mark Of Power – 4:55
8. Kolossus – 7:15
9. Ascendant – 4:31

## Formazione
- A.O "Obsidian Claw" Gronbech - chitarra elettrica e acustica, synth
- Thebon - voce
- Vegard "Vyl" Larsen - batteria
- Wizziac - basso